# خواستگاری (فیلم ۱۳۴۱)
«خواستگاری» عنوان فیلم کوتاهی است به کارگردانی ابراهیم گلستان و تهیه‌کنندگی سازمان فیلم گلستان که در سال ۱۳۴۰ به سفارش مؤسسهٔ ملی فیلم کانادا تهیه شد.

## پیش‌زمینه
در سال ۱۳۴۰ موسسه ملی فیلم کانادا  تهیه فیلم کوتاهی را به سازمان فیلم گلستان سفارش داد. این فیلم یکی از فیلم‌های مجموعه چهار قسمتی بود که بنا بود با موضوع مطالعه و تحقیق در مورد معاشرت و زندگی زوج‌های جوان در چهار کشور کانادا، هند، ایتالیا و ایران ساخته شود.

## تولید
ابراهیم گلستان کارگردان و نویسنده این فیلم بود و فروغ فرخزاد به عنوان دستیار کارگردان و بازیگر نقش خواهر داماد در آن حضور داشت. بازی نقش پدر عروس، به جلال آل احمد پیشنهاد شد اما او نپذیرفت و پرویز داریوش جای او را گرفت. طوسی حائری، محمود هنگوال و هایده تقوی هم در این فیلم بازی کردند.

## انتشار
«خواستگاری» نخستین بار در زمستان ۱۳۴۰ در چهل و سومین جلسه «کانون فیلم» به نمایش درآمد.